# Kryspinów (gromada)
Kryspinów (do 28 II 1956 Cholerzyn) – dawna gromada, czyli najmniejsza jednostka podziału terytorialnego Polskiej Rzeczypospolitej Ludowej w latach 1954–1972.
Gromady, z gromadzkimi radami narodowymi (GRN) jako organami władzy najniższego stopnia na wsi, funkcjonowały od reformy reorganizującej administrację wiejską przeprowadzonej jesienią 1954 do momentu ich zniesienia z dniem 1 stycznia 1973, tym samym wypierając organizację gminną w latach 1954–1972.
Gromadę Kryspinów z siedzibą GRN w Kryspinowie utworzono 29 lutego 1956 roku w powiecie krakowskim w woj. krakowskim w związku z przeniesieniem siedziby GRN gromady Cholerzyn z Cholerzyna do Kryspinowa i przemianowaniem jednostki na gromada Raciborsko. Dla gromady ustalono 17 członków gromadzkiej rady narodowej.
Gromadę zniesiono 30 czerwca 1960, a jej obszar włączono do gromady Liszki.